# Ташкентское государство

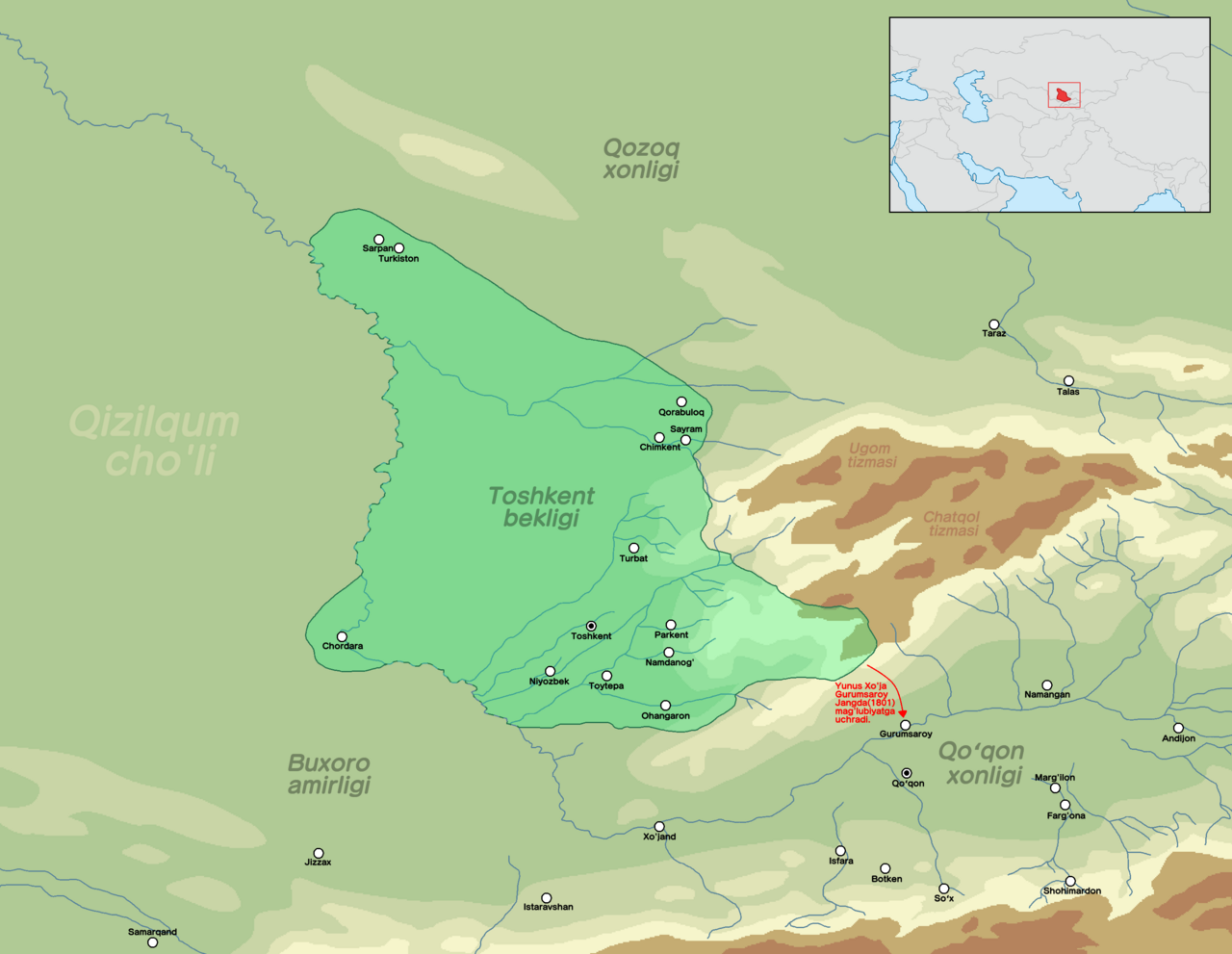
Ташкентское государство карта

Ташкентское государство — независимое государственное образование, существовавшее на современной территории Ташкентской и Туркестанской областей в 1784—1807 годах. В 1808 году было завоевано Кокандским ханством и вошло в его состав.

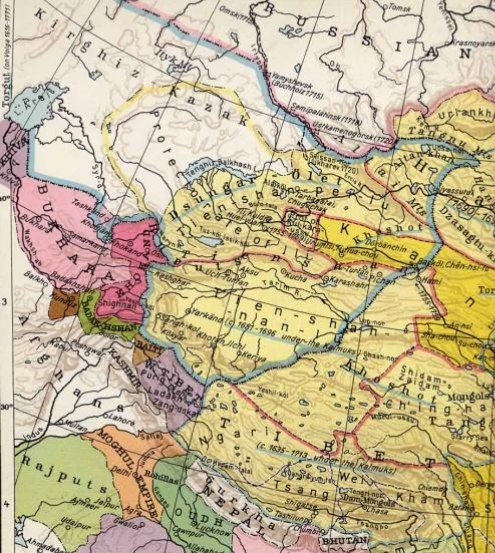
Центральная Азия в 1750 году

## Предыстория
К началу XVIII века узбекский род юз, захватил Ташкент и некоторые районы в среднем течении Сырдарьи.
На середину XVIII века приходится смутный период в истории Ташкента, когда город находился на пересечении интересов джунгарского (до его поражения от Китая в 1758 году) и Казахского ханства (изначально вассального джунгарам, после разгрома джунгаров — независимого), кокандцев во главе с Абдукаримом и, в меньшей степени, бухарских правителей. Город неоднократно переходил из рук в руки. Кроме того, в самом Ташкенте царила междоусобная борьба четырёх частей города — даха: Кукча, Сибзар, Шейхантаур и Бешагач. Глава каждого из них — хаким — стремился подчинить себе остальные районы.
К 1780-м годам продолжительные и кровопролитные раздоры становятся нетерпимыми. В Ташкенте возникла необходимость создания единого самостоятельного государства, что благотворно бы сказалось на торговле и ремесле. В это же время в Шейхантауре умирает хаким, передавая власть сыну Юнусходже.

## История

### Образование государства
В 1784 году многолетнее соперничество четырёх частей Ташкента выливается в вооружённое столкновение. Сражение произошло близ городского базара, в овраге, по которому протекал Бозсу. Этот участок канала стал известен как «Джангоб» — «ручей битвы». Благодаря поддержке потомка теолога Махдуми Азама и родственника кокандского хана Нарбута-бия — Хан-ходжи победу одержал Юнус-ходжа, и посад признал его власть над всем городом. В качестве резиденции правитель выбрал крепость, стоявшую на возвышении по берегу арыка Чорсу (позднее данная местность получила название Караташ). Институт четырёх хакимов (чархаким) был упразднён, хотя разделение на даха сохранилось.
Опорой Юнус-ходжи выступили казахские племена — санчкылы и канглы. За годы своего правления он также подчиняет местности Чимкент, Сайрам, Туркестан, Курама, Ниязбек, Алтын тобе, Карабулак, Сарапан (Сауран), Темир и до десяти деревень с прилегающими землями. Под контролем Ташкента оказалась значительная часть территории, принадлежавшей Старшему казахскому жузу.

### Подчинение казахов Старшего жуза
Овладев Ташкентом, Юнус-ходжа, по словам кокандского историка Мухаммад-Хакима, подчинил себе также казахские степи. Из сообщения Поспелова видно, что завоевание казахских степей было завершено в 1798 году. Из этих же данных устанавливается, что власть правителя Ташкента ограничивалась территорией Старшего жуза до района Чимкента на северо-востоке и Туркестана на севере исключительно.
Для обеспечения верности и выполнение вассальных обязанностей племен из каждого племени в Ташкент забирали в аманаты (из среды племенной знати), которых в случае нарушения их племенем вассальных обязанностей подвергали репрессиям, вплоть до смертной казни.

### Отношения с Россией
Захватив караванные пути в Россию и значительно повысив их безопасность, Юнус-ходжа расширил торговлю с Российской Империей. Стабильность и прочные экономические отношения с большим соседом оказали положительное влияние на развитие кустарной промышленности и смежных отраслей сельского хозяйства. Юнус-ходжа проводит также денежную реформу, став чеканить медную монету от своего имени, и предпринимает ряд изменений по военной части, которые благоприятно сказались на мощи армии и обороноспособности столицы.

### Военный конфликт с Кокандом
Создание в Ташкенте самостоятельного государства закономерно вызвало тревогу у Кокандского государства. В 1794 году Нарбута-бий снаряжает поход на территорию государства, но терпит поражение. В 1799 году кокандцы организовали поход на Ташкент, кокандским войскам удаётся дойти практически до самой столицы, форсировать Чирчик, однако в битве на берегу канала Карасу Юнус-ходжа наносит им разгром, захватив 70 пленных (которые были публично казнены).
В 1801 году Юнус-ходжа решается сам напасть на соперника с востока. Новой войне противились городские жители, но к ней подталкивала кочевая знать, союзная Юнус-ходже. При поддержке казахов племени шанышкылы, он вторгается в Ферганскую долину. Однако силы для этого были переоценены: недалеко от Коканда и Ходжента, в местности Пункан, кокандцы одерживают убедительную победу, а хану с большим трудом удаётся бежать в Ташкент.
После неудачного похода Юнус-ходжа заболевает туберкулёзом, у него прогрессирует вредное пристрастие к курению банга, и спустя год основатель государства умирает (Мухаммед Салих Ташканди датирует смерть 1215 годом по хиджре).
Старший сын Мухаммед-ходжа, ставший правителем, из боязни потерять власть занимается организацией убийства Хан-ходжи, — своего брата, который командовал крепостью Ниязбек. Между тем кокандская угроза становится всё более серьёзной: за 3 года правления Мухаммед-ходжи происходят четыре вторжения. Отбивать их удаётся большой ценой: в городе царят сильнейший голод и дороговизна.
В 1805 году, после смерти Мухаммед-ходжи, ханом становится другой сын Юнус-ходжи — Султан-ходжа, при котором продолжается кровопролитная борьба с Кокандом. В 1807 году Алим-хан отправляет на завоевание соседа 12-тысячное войско во главе со своим братом Умар-беком. Нанеся поражением ташкентцам и захватив в плен полководца Хан-ходжу, Умар-бек занимает окрестности столицы. Судьба Ташкента оказывается предрешена. В то же время, наблюдая готовность города к стойкой обороне под руководством ещё одного сына Юнус-ходжи — Хамид-ходжи, взявшего власть в свои руки, кокандский хан не решился на прямой штурм.
Завоеватели ограничились утверждением Хамид-ходжи на престоле, на условии немедленно заявленной им вассальной зависимости (в это же время Ханходжа был казнён в Коканде). Умар-бек возвратился в Коканд. Однако позиции сюзерена в Ташкенте оказались непрочными, антикокандская борьба не была подавлена до конца. В 1808 году город был подчинён Коканду вторично (новый поход повёл уже сам Алим-хан), подвергнут грабежу и разрушениям. С этого времени он вошёл непосредственно в состав Кокандского ханства (с небольшими перерывами находясь в его составе вплоть до завоевания Российской Империей) и управлялся провинциальным наместником — беклярбеком. Посетивший Ташкент в 1813 году Филипп Назаров писал:

Был прежде независимым и служил резиденцией владетеля, а ныне, по покорении, сделался провинцией Кокандии. Замок прежнего владетеля разрушен до основания.

## Государственное устройство
Ташкентское государство, как и другие среднеазиатские, являлось типичной феодальной монархией: законодательно власть правителя была ничем не ограничена. Правитель Ташкентского государства часто именуется ханом, сам он титуловал себя ишаном, а изначально Юнус-ходжа был провозглашён валием вилойята — «правителем области».
Отличием Ташкентского государства от других среднеазиатских государств являлось отсутствие феодального совета как консультативного органа при хане. Эту функцию выполнял совет представителей четырёх даха. Хотя основную военную опору Юнус-ходжи составляли его приверженцы из числа кочевников, сам он вынужден был советоваться и решать дела государства не с ними, а с представителями городского посада. Как писали Поспелов и Бурнашев, «четыре из старейшин городских составляли ханский совет, с кем он как в народных, так и в воинских делах советуется. Это — аксакалы (старейшины) четырёх частей города, избранные населением на высший административный общественный пост городского самоуправления дахи (квартала)». Являясь выходцами из наиболее зажиточного и потому влиятельного в городе слоя горожан, они направляли государственную и военную политику Юнус-ходжи исходя из интересов крупного купечества и ремесленников, составлявших основное ядро этого слоя городского населения.
Для Ташкентского государства характерно использование в государственной переписке узбекского, а не таджикского языка, что выражалось и в титулатуре. Вторым лицом в стране считался башчиходжа (узбекское именование титула, соответствующего таджикскому диванбеги), в обязанности которого входил контроль «за тишиной и благоустройством», сбор налогов и податей. В отсутствие хана государственные дела полностью переходили в его ведение. Кроме того, существовала специальная должность управляющего кочевым населением — серкер.
Сложностью отличалась судебная система. Формально главой верховного суда являлся казий, чей пост также считался высоким, однако крупные преступления в его компетенцию не входили. Убийства, кражи и несанционированный вывоз оружия, пороха и свинца — проступки, за которые назначалась смертная казнь — непосредственно рассматривал хан. Маловажные дела также разбирал башчиходжа, назначая за них подобающие наказания. В отсутствие хана государственные решения полностью переходили во власть башчиходжи. Полицейские функции исполнял раис, отвечая за правильное ведение торговли, контроль за весами и мерами и соблюдение различных религиозных норм (намаза, постов и др.).
Правители городов и селений, которым принадлежала административная, судебная и военная власть на местах, именовались беками. Низшее место в государственной иерархии занимали аксакалы, то есть старейшины над простолюдинами.
Чиновники не получали жалования и содержали себя, эксплуатируя в личном хозяйстве солдат — караказанов. Слово «караказан» — буквально «чёрный котёл» — первоначально обозначало служащих вместе земляков, которые собирались вокруг одного котла.

## Армия
В отличие от соседей, постоянная армия Ташкентского государства набиралась не из местного оседлого населения, а включала в себя пленников и бродяг (казахов, калмыков, кокандцев, бухарцев и др.). По среднеазиатской традиции, воины в мирное время использовались на сельскохозяйственных и ремесленных работах, но, не имея собственности в Ташкенте, оказывались в статусе крепостных. Солдаты, именуемые караказанами, были распределены между крупными должностными лицами, включая главу государства. Этой работой они содержали себя и хозяев.
Согласно «Сказанию о Ташкенте» (вставке в сочинение Мухаммеда Салиха Кори Ташкенди), дружины караказанов находились в подчинении своего феодала — командира, квартировались в его усадьбе и от него же вооружались и получали коней. При зачислении в дружину караказану предоставлялось владение для содержания себя и семьи. Караказаны в мирное время занимались земледелием, ремеслом или торговлей и освобождались от налогов и повинностей, вместо чего обязаны был работать на полях своего феодала.
По свидетельству Мухаммеда Салиха Ташкенди и сообщениям подпоручика Д. Телятникова, армию караказанов составляли личные отряды (дружины) Юнуса-Ходжи, его сыновей и «лучших чиновников». К их числу относились выходцы из феодально-племенной знати, а также такие, как Мухаммед-ходжа, Хан-ходжа, Халим-ходжа по-видимому, принадлежавшие к оседлому населению.
Как писал Д.Телятников, дружины караказанов набирались «по большей части из беглых нации людей, яко-то: калмыков, узбеков, куканцев, ходжанцев и бухарцев; природных же ташкенцев среди караказанов очень мало». Данное сообщение соответствует сведениям Мухаммеда Салиха Кори Ташкенди, который называл караказанов «аубош», то есть «сбродом из разных наций», «искателями приключений», «солдатами, предающимися грабежу побежденных».
Число караказанов колебалось от 2 до 6 тысяч (Даже через 12 лет после прихода к власти Юнус-ходжи оно насчитывало, по подсчетам Д. Телятникова, всего 2 тысячи человек). У них имелись фитильные ружья, сабли, копья, панцыри. Армия располагала и крупнокалиберными пушками. Всем необходимым для ведения боевых действий обеспечивал хан.
Согласно Д.Телятникову, караказаны были вооружены трояким оружием. Некоторые из них имели «турки» (беззамковые фитильные ружья), другие — луки со стрелами, третьи — одни лишь копья и сабли. Соединения караказанов владели и небольшим артиллерийским парком, который активно расширялся Юнус-ходжой (в 1796 году в качестве артиллерии использовались только «занбураки» — крупнокалиберные ружья, стрелявшие чугунными пулями, в 1800 г. имелись уже и крупнокалиберные пушки ташкентского производства из меди). Войско было обеспечено и боеприпасами местного производства (порох, свинец и т. д.), причем ташкентский порох делался «самими Ташкентцами и селитренной земли… свинец же получается из Туркестанта, которой хотя выплавливают и в самом Ташкенте но весьма мало»
Кроме того, в случае войны к постоянной армии добавлялось и народное ополчение, как из оседлых, так и из кочевых народов.
Ближе к началу 1800-х годов численность войска увеличилась и достигала 6 тысяч человек, численность феодального ополчение доходила до 50—70 тысяч человек (из них 30 тысяч человек «поголовного» ташкентского ополчения).

## Ташкентско-российские отношения
Во внешней политике Юнус-ходжа придерживался российской линии, надеясь установить связи через Сибирь и, с помощью российских специалистов-горняков, начать добычу полезных ископаемых. Он даже просил принять свои земли под российскую протекцию в случае китайского нападения (незадолго до того империя Цин подчинила и уничтожила более миллиона калмыков).
Первая российская миссия в Ташкентское государство была направлена из Омска Штардманом в 1794 году, после письма от Юнус-ходжи. Она состояла из горного инженера Г. С. Бурнашева и сержанта А. С. Безносикова, к которым присоединились тульский купец Сиднев и ташкентский купец Карабай. Избрав путь через Бухару, посланники не сумели добраться до Ташкента вследствие натянутых отношений между Ташкентом и Бухарой.
В состав новой миссии вошли подпоручик Телятников и сержант А. С. Безносиков. В 1796 году россияне были с почётом приняты в Ташкентском государстве и провели исследование местных гор. Однако никаких месторождений, кроме медных, железных и свинцовых обнаружено не было, а золотая руда оказалась порошковым гематитом.
На обратном пути к Телятникову и Безносикову присоединились послы Мулладжанахун Магзум и Мингбаши Ашур-Али Бахадур, которые через Сибирь отправились в Санкт-Петербург. Они доставили на имя Павла I письмо Юнус-ходжи и его подарки (45 кусков атласа и 10 пар куницы). Мулладжанахун, сверх того, поднёс от себя императору 3 барсовые шкуры и чёрное перо. В ответ Юнус-ходже были дарованы 2 куска парчи по 20 аршин в каждом, 12 аршин зелёного сукна и золотые часы с цепочкой; обоим послам — по 12 аршин парчи и 6 аршин сукна, а Магзуму — ещё золотые часы и перстень.
В 1798 году ташкентцы благополучно вернулись с посланием от главы коллегии иностранных дел А. А. Безбородко. В ответ на письменные и устные просьбы хана (устные просьбы были переданы Мулладжанахуном Магзумом представителю коллегии иностранных дел С. М. Лошкарёву) он соглашался на высылку новых специалистов по горному делу, гарантировал ташкентским купцам беспрепятственную торговлю и заверял, что Российская империя защитит Ташкентское государство при цинской агрессии.
В 1800 году Сибирская администрация направила в Ташкент Т. С. Бурнашева и М. Поспелова. Горные инженеры подтвердили, что образцы «драгоценностей» таковыми не являются, и обнаружили только небольшие залежи меди, притом в труднодоступных местах. Ссылаясь на отсутствие лесов, оборудования и специалистов, они заявили Юнус-ходже, что выплавка металлов совершенно невозможна. После их возвращения Российская империя отказалась помогать Ташкенту в деле разработки полезных ископаемых.

## Список правителей
- 1784—1801 Юнусходжа
- 1801—1805 Мухаммедходжа
- 1805—1807 Султанходжа
- 1807—1808 Хамидходжа (объявил себя вассалом Кокандского ханства)